# Zapilicze

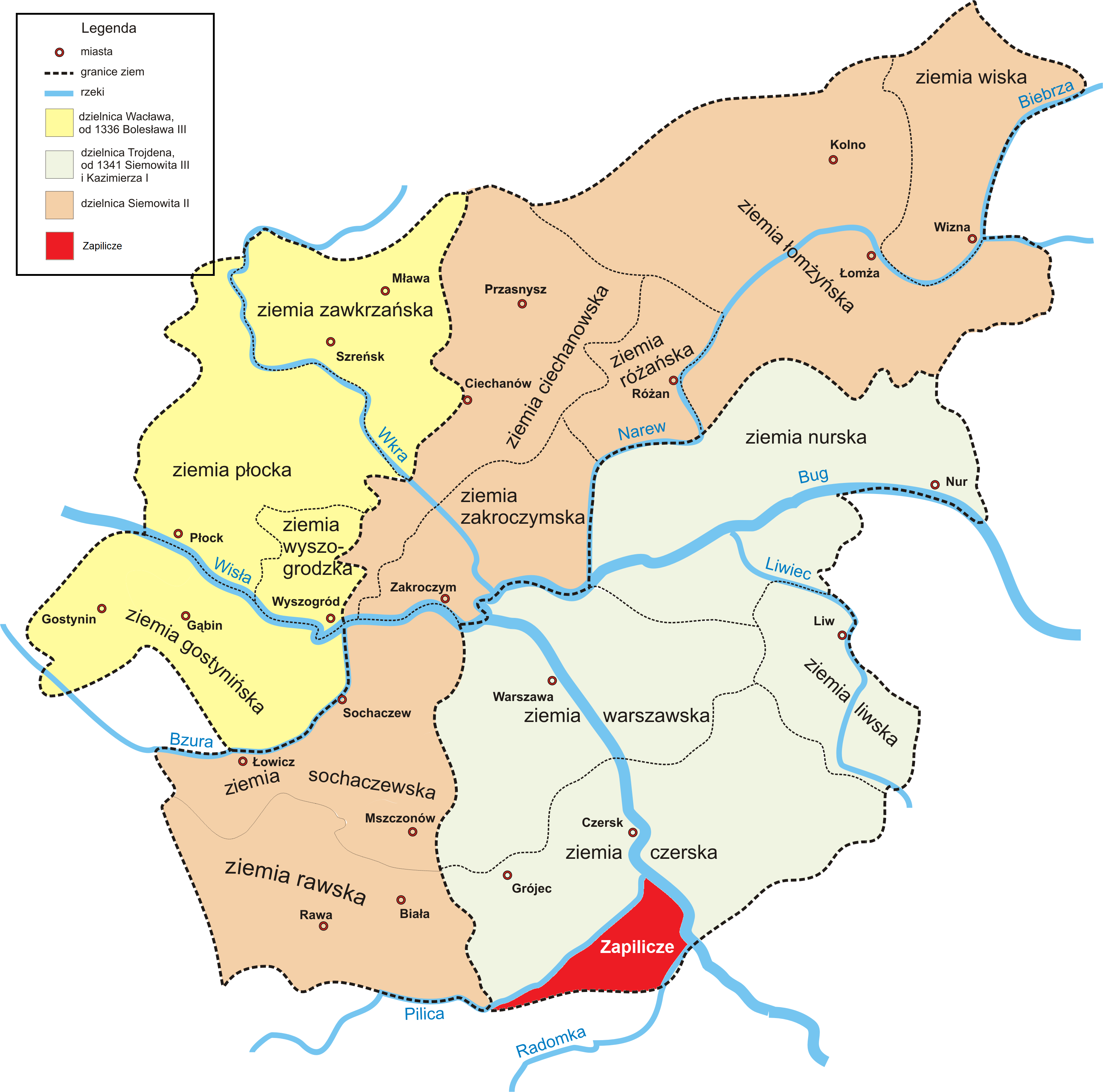
Zapilicze na mapie Mazowsza w XIV wieku

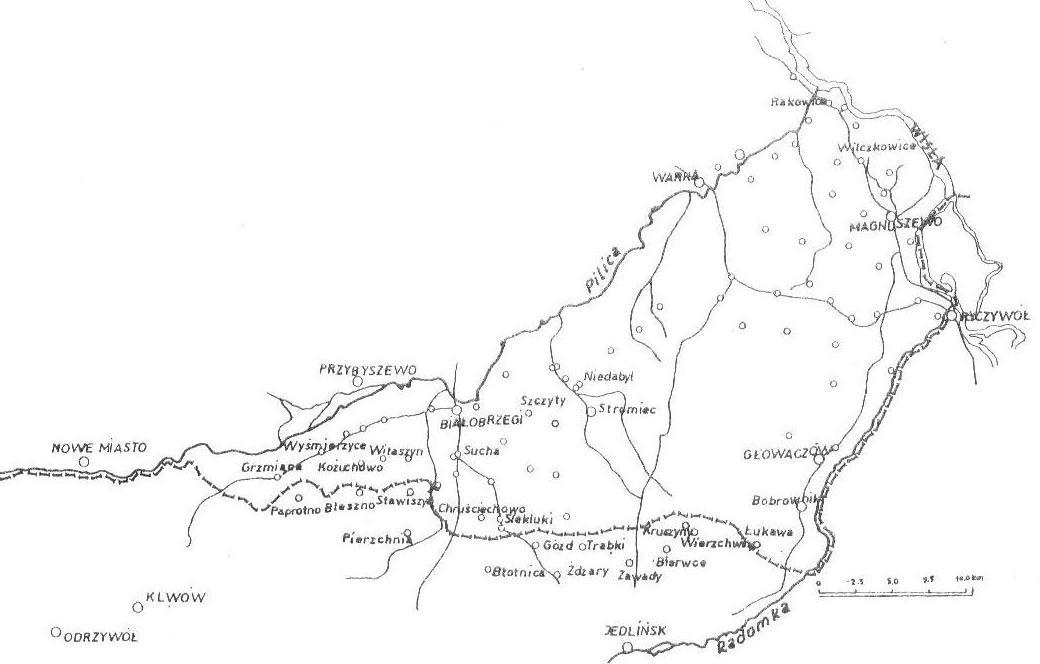
Współczesny obszar Zapilicza

Zapilicze, dawniej Zapilcze – region historyczny na terenie południowego Mazowsza, w obrębie dawnej ziemi czerskiej, położony między rzekami Pilicą, Radomką i Wisłą.
W znacznej mierze obszar Zapilicza pokrywają obszary Puszczy Stromeckiej a głównym ośrodkiem regionu są Białobrzegi.
Etnograficznie zalicza się ten region do ziemi radomskiej

## Historia

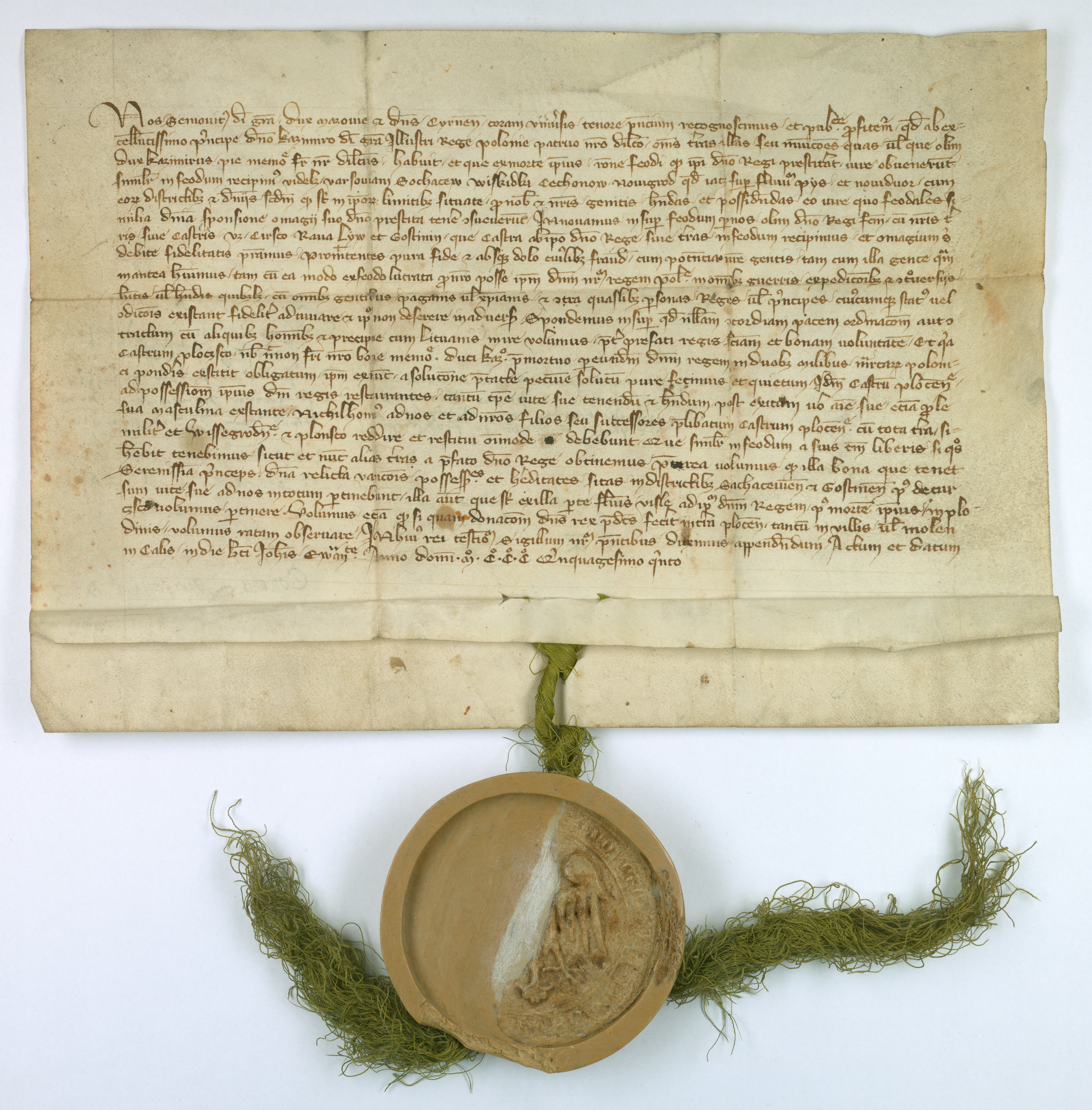
Siemowit III potwierdza otrzymanie lenna od Kazimierza Wielkiego, 27 grudnia 1355 r. (źródło: Archiwum Główne Akt Dawnych)

W okresie kształtowania się dzielnic Polski wczesnopiastowskiej ze względu na centralne położenie Zapilicze zachowywało charakter pograniczny. Prawdopodobnie początkowo związane było z kościelną prowincją łęczycką. Po wyodrębnieniu się Mazowsza terytorium między Pilicą a Radomką pozostawało własnością książąt mazowieckich.
Podczas jednoczenia się państwa po rozbiciu dzielnicowym władcy mazowieccy pozostali niezależni, toteż Zapilicze nadal było integralną częścią Księstwa Mazowieckiego. Próby przyłączenia Mazowsza do Korony podejmował Kazimierz Wielki, lecz ze względu na niechęć książąt mazowieckich pozostały one nieskuteczne. Toteż gdy książęta warszawsko-czerscy Siemowit III i Kazimierz I warszawski około roku 1346 złożyli hołd lenny królowi czeskiemu i niemieckiemu Karolowi IV (przyszłemu cesarzowi) król Polski przed jesienią 1348 roku oderwał zbrojnie Zapilicze od Mazowsza i przyłączył je do ziemi sandomierskiej.
Od około 1351 książęta Siemowit III i Kazimierz I przeszli na stronę Kazimierza Wielkiego, któremu złożyli hołd lenny 18 września tego roku. Kartą przetargową króla polskiego były ziemie mazowieckie znajdujące się w jego rękach, przede wszystkim Płock. Po bezpotomnej śmierci księcia Kazimierza pod koniec roku 1355 ziemia warszawska jako opróżnione lenno przysługiwała królowi polskiemu. Zgodził się on jednak na odstąpienie jej Siemowitowi III w zamian na złożenie 27 grudnia 1355 roku w Kaliszu hołdu z całego Mazowsza. Jednym w punktów porozumienia między Kazimierzem Wielkim a Siemowitem III było oddanie władcy mazowieckiemu Zapilicza.
Zgodnie z tym układem dnia 14 lutego 1359 roku Kazimierz Wielki przekazał księciu Siemowitowi III Zapilicze (Zapylycze), czyli terytorium pomiędzy rzekami Radomką a Pilicą (situm inter flumina Radomirzam et Pylyczam). Odtąd region należał stale do Księstwa Mazowieckiego, stanowiąc część ziemi czerskiej.
Po wygaśnięciu dynastii książąt mazowieckich w roku 1526 całe Mazowsze zostało wcielone do Korony Królestwa Polskiego. Zapilicze wraz z resztą ziemi czerskiej należało odtąd do roku 1795 do województwa mazowieckiego do powiatu wareckiego.
W latach 1795–1809 Zapilcze znalazło się w granicach zaboru austriackiego. W latach 1809–1815 wchodziło w skład Księstwa Warszawskiego. Od 1815 do 1917 roku znajdowało się w zaborze rosyjskim, na terenie Królestwa kongresowego, od 1844 w guberni radomskiej.  
Obecnie Zapilicze znajduje się w województwie mazowieckim.

## Znaczenie strategiczne
Zapilicze ma też znaczenie strategiczne, stanowiąc najdogodniejszy punkt przeprawy przez Wisłę położony na południe od Warszawy. Zdobycie obszaru umożliwia wojsku nacierającemu ze wschodu okrążenie i zdobycie stolicy Polski. Tutaj w bitwie pod Maciejowicami w 1794 zostały pokonane wojska polskie w czasie insurekcji kościuszkowskiej. Tutaj też Armia Czerwona przełamała w 1944 i 1945 roku niemiecką linię obrony na Wiśle zdobywając przyczółek warecko-magnuszewski, między innymi w bitwie pod Studziankami, co otworzyło jej drogę na Warszawę. Przeprawa na Wiśle oraz przez Pilicę w Białobrzegach ma również strategiczne znaczenie obecnie.

## Ważniejsze ośrodki[9]
- Białobrzegi
- Głowaczów
- Stromiec
- Niedabyl
- Magnuszew
- Wyśmierzyce
- Rozniszew
- Ryczywół

## Galeria

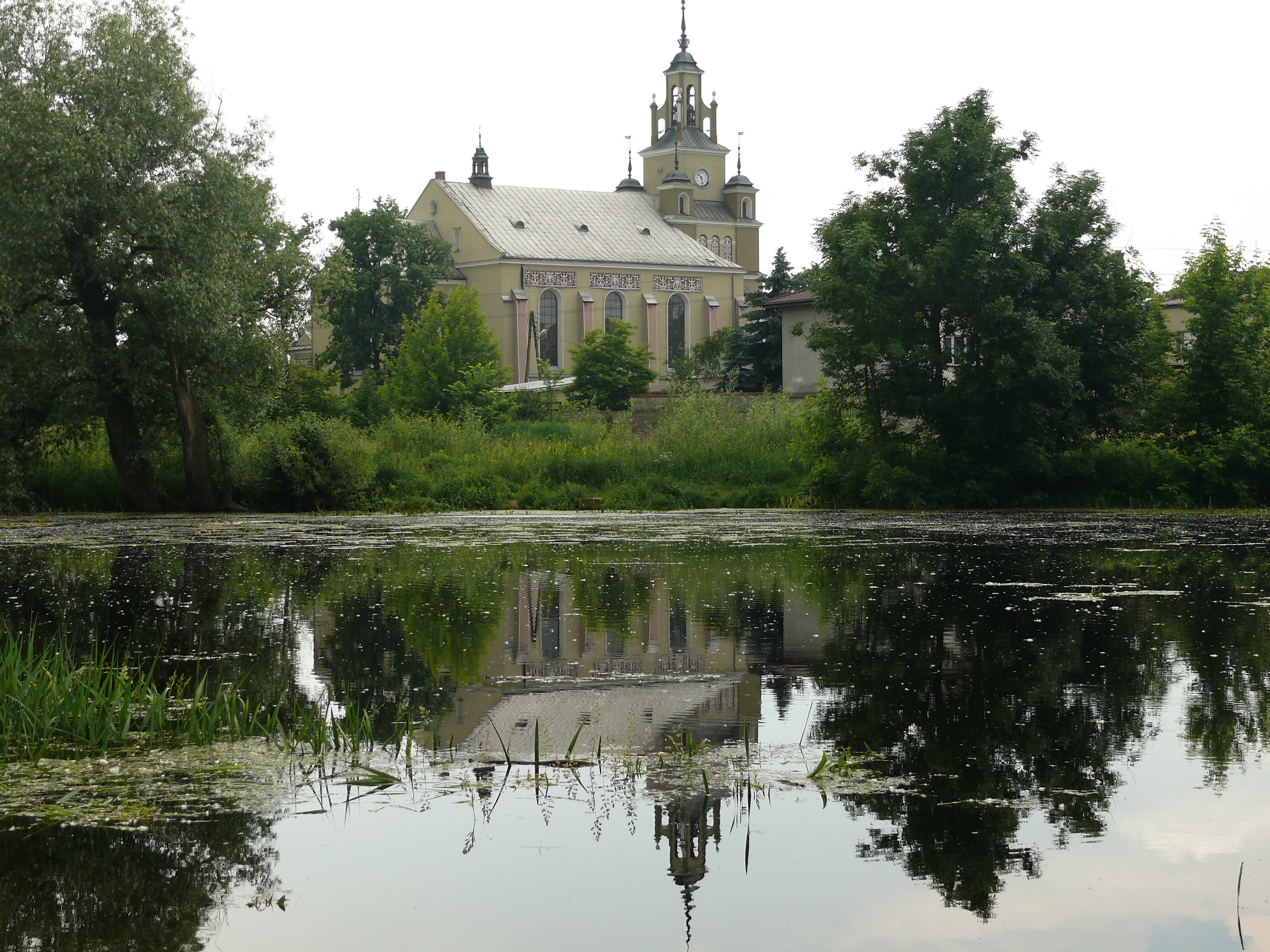
Kościół w Białobrzegach w czasie powodzi na Pilicy
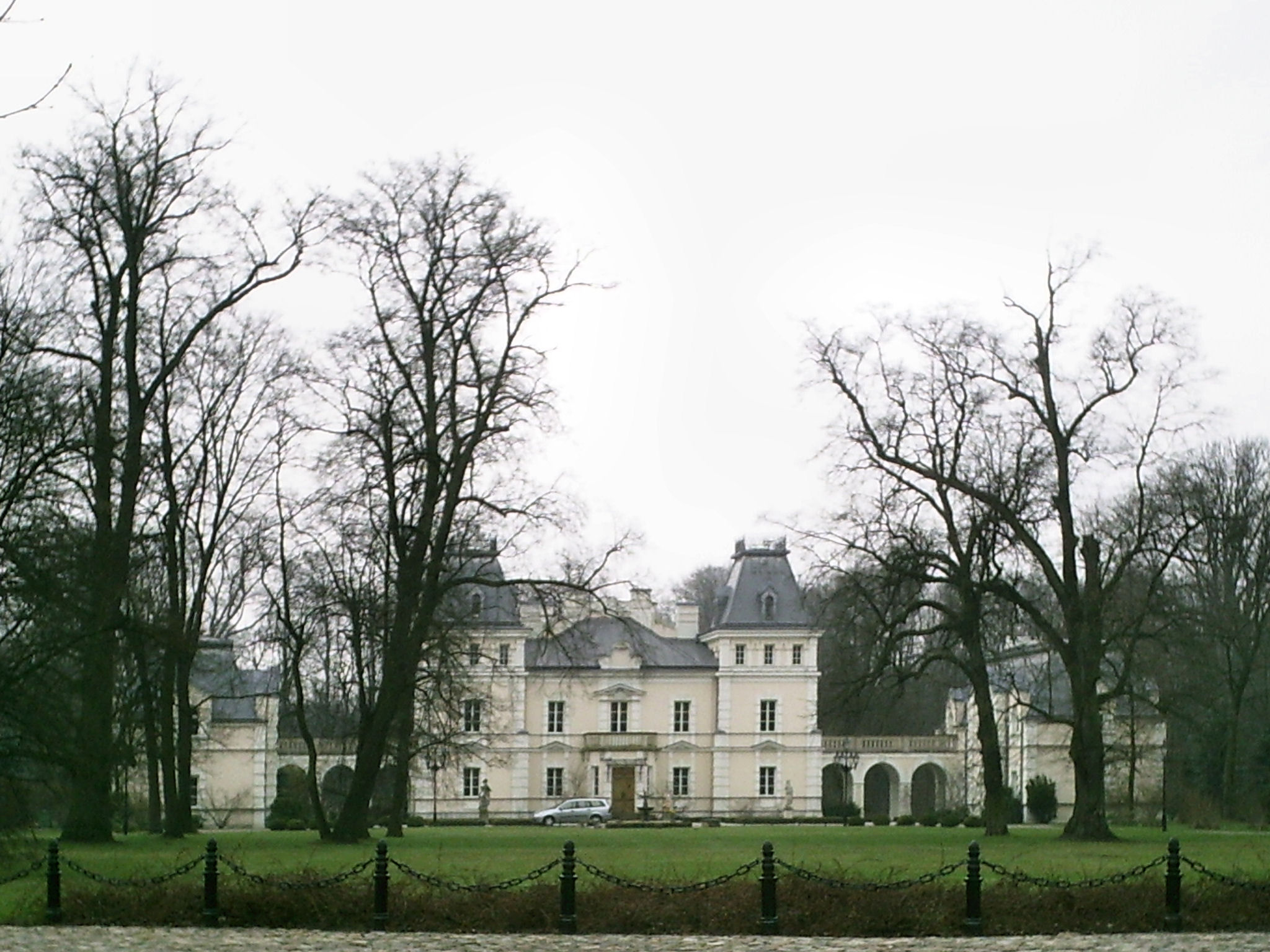
Pałac z XIX wieku w Suchej Szlacheckiej koło Białobrzegów
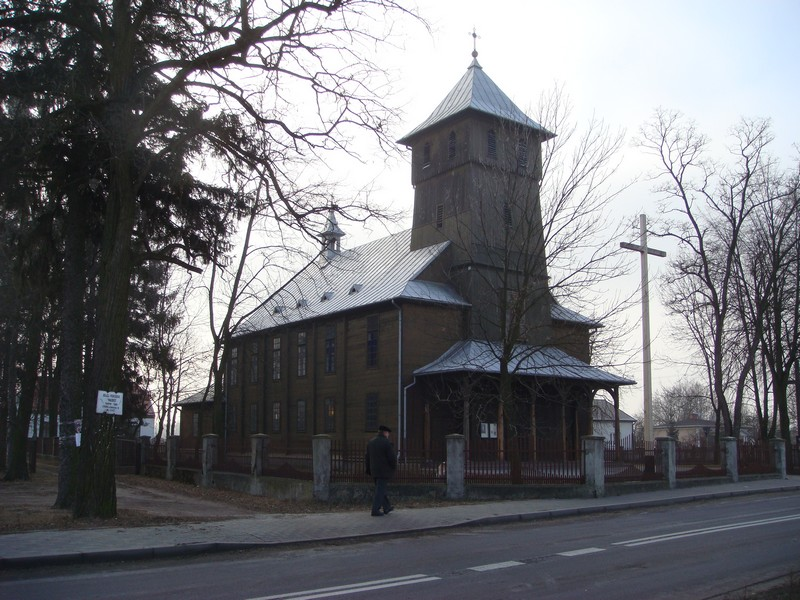
Drewniany kościół w Dobieszynie
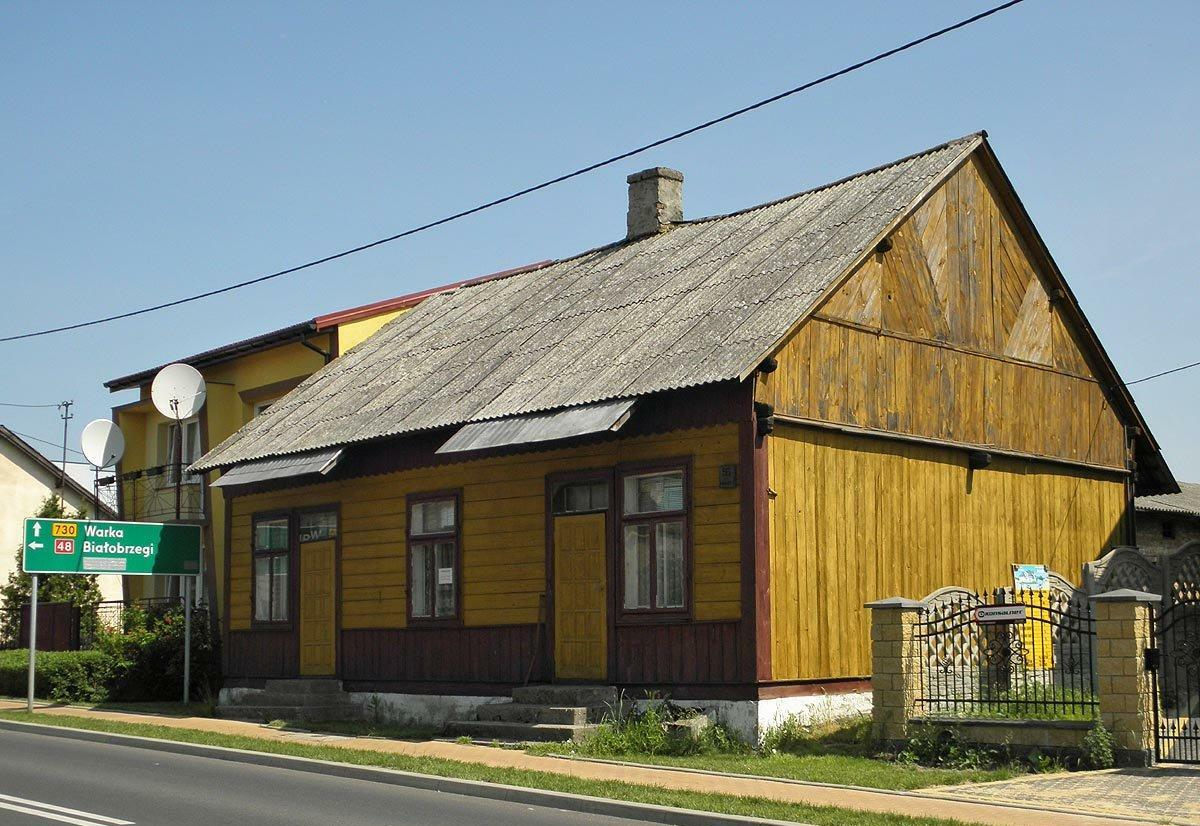
Głowaczów - dom wybudowany po wojnie w regionalnym stylu
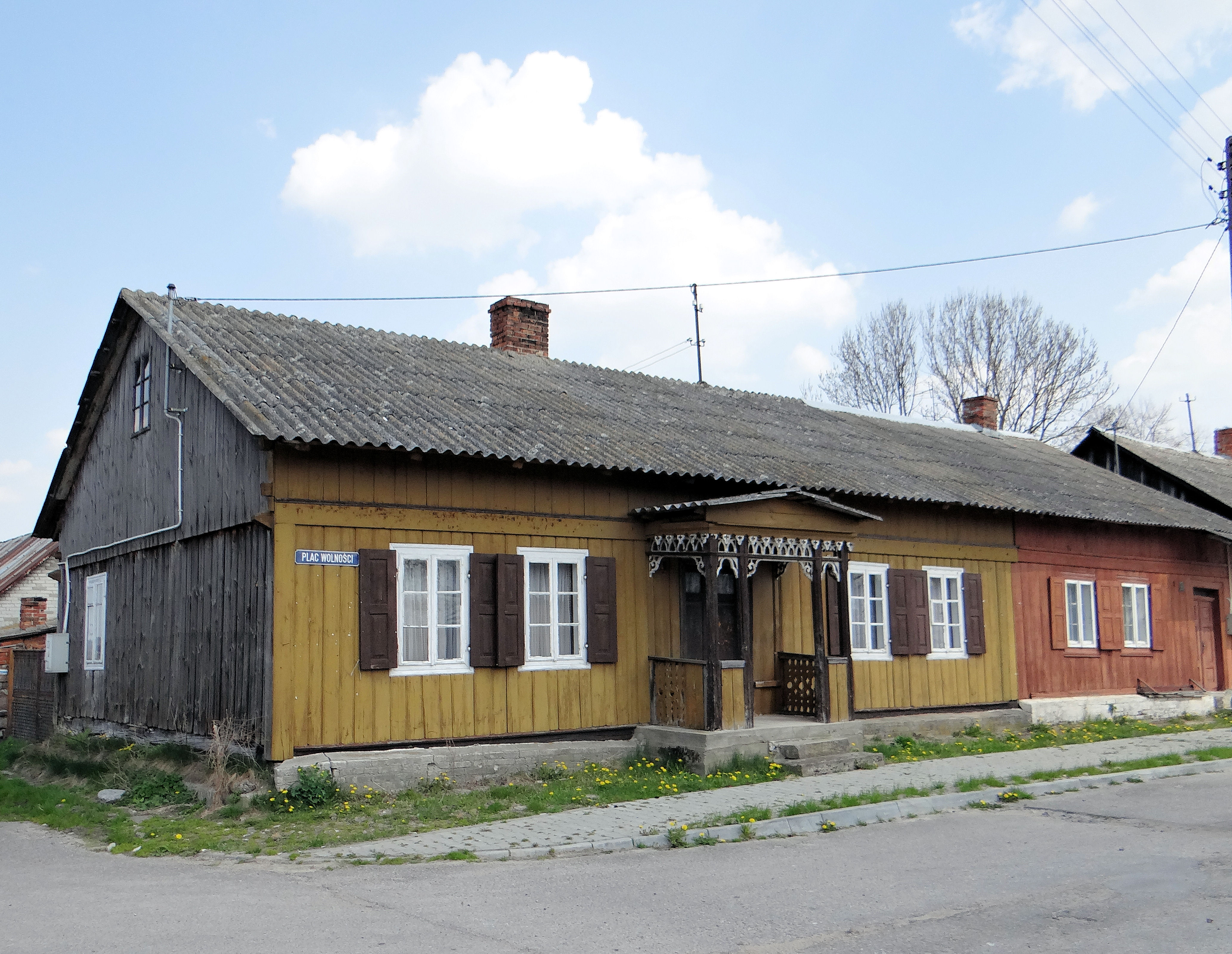
Wyśmierzyce - przykład starej drewnianej zabudowy w regionalnym stylu
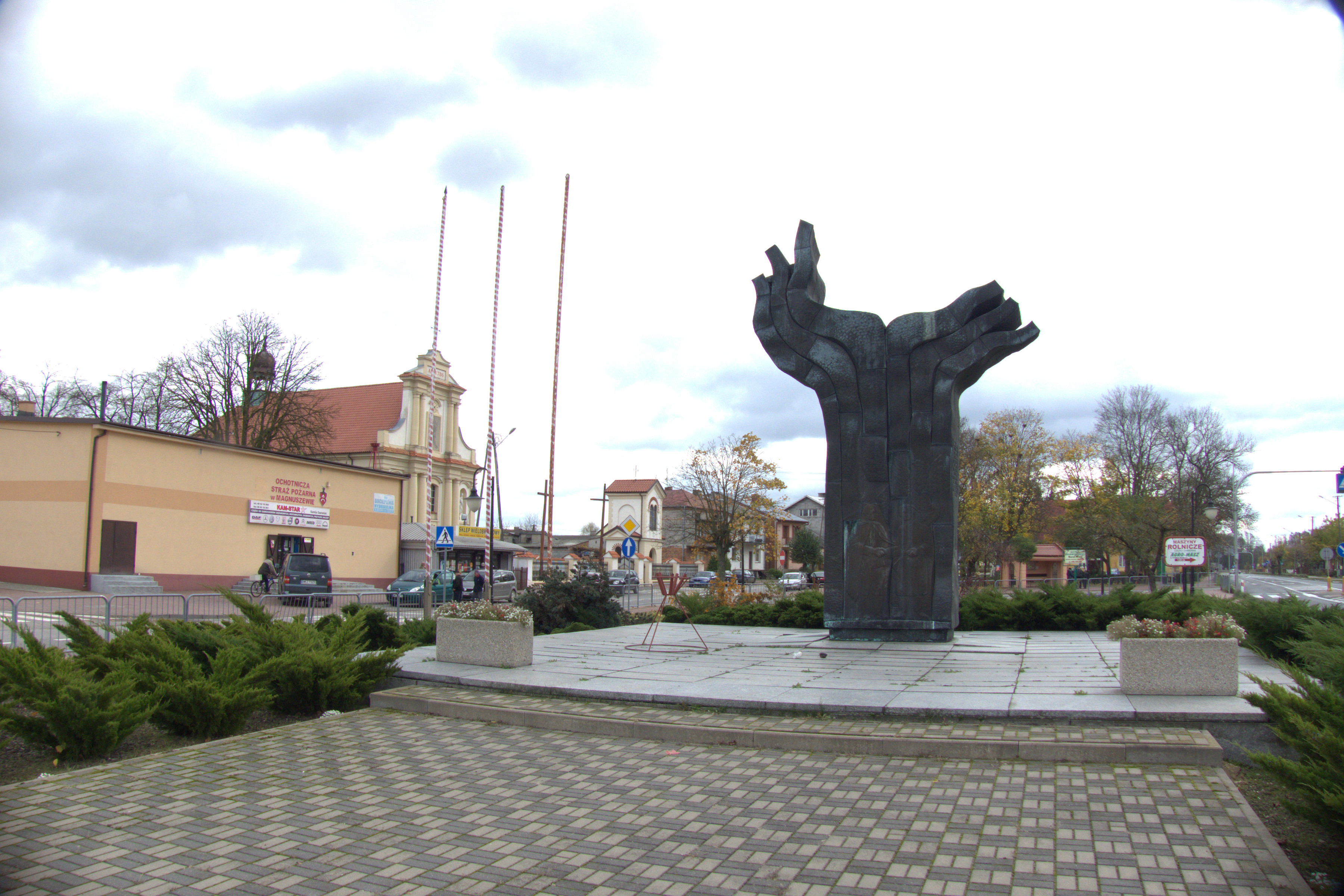
Rynek w Magnuszewie
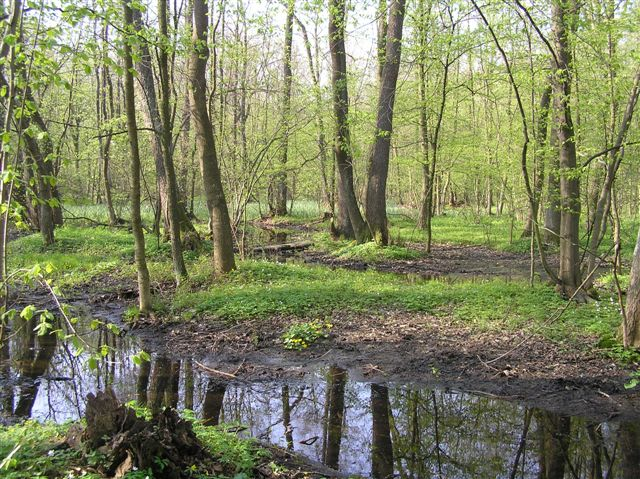
Rezerwat Majdan na terenie Puszczy Stromeckiej